# Larry the Cable Guy
Larry the Cable Guy, właściwie Daniel Lawrence „Larry” Whitney (ur. 17 lutego 1963 w Pawnee City, Nebraska) – amerykański aktor komediowy i głosowy.